# Wladimir Nikolajewitsch Beklemischew

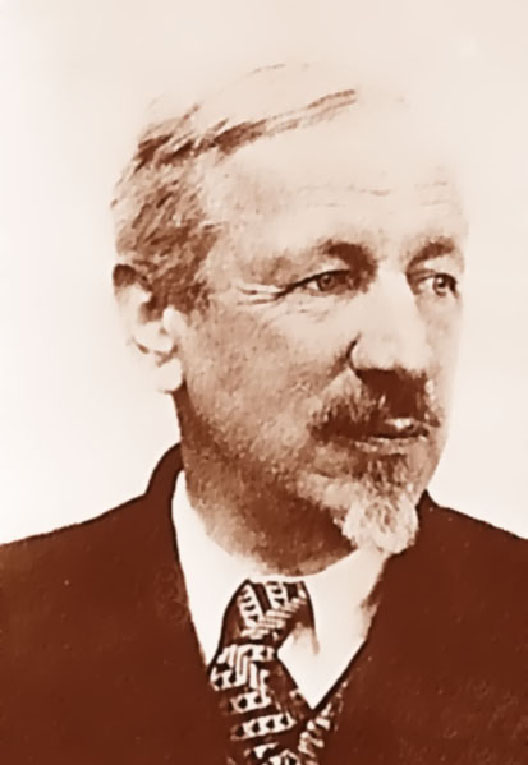
Wladimir Beklemischew

Wladimir Nikolajewitsch Beklemischew (russisch Владимир Николаевич Беклемишев; * 4. Oktober 1890 in Grodno; † 4. September 1962 in Moskau) war ein russischer Zoologe und Ökologe. 
Beklemischew studierte an der Universität Sankt Petersburg, 1913 schloss er sein Studium ab. 1918 zog er nach Perm, wo er an der dortigen neu gegründeten Universität zunächst Assistenzprofessor wurde und ab 1920 als ordentlicher Professor bis zu seiner Emeritierung tätig war. 1945 wurde er ordentliches Mitglied der Akademie der medizinischen Wissenschaften der UdSSR. 1949 wurde er in die Polnische Akademie der Wissenschaften aufgenommen. 1946 und 1952 erhielt er den Stalinpreis. 1947 wurde er "Verdienter Wissenschaftler der RSFSR".
Beklemischews bekanntestes Buch Principles of comparative anatomy of invertebrates wurde ins Englische, Deutsche und viele andere Sprachen übersetzt, wohingegen viele seiner theoretischen Arbeiten niemals übersetzt wurden und daher außerhalb Russlands kaum bekannt sind.
Die Arbeiten Beklemischews sind für die heutige Evolutionsbiologie von großer Bedeutung, weil seine Morphoprozess-Theorie viele Aspekte einer modernen Evolutionstheorie bereits berücksichtigt hatte.